# Resolució 611 del Consell de Seguretat de les Nacions Unides
Plantilla:Infotaula Resolució ONU*
La Resolució 611 del Consell de Seguretat de les Nacions Unides, aprovada el 25 d'abril de 1988 després de recordar la Resolució 573 (1985) i notant una denúncia de Tunísia contra Israel, el Consell va condemnar un atac a Tunísia el 16 d'abril de 1988, en què Khalil al-Wazir, un membre de l'Organització d'Alliberament de Palestina i fundador del partit polític Fatah, va ser assassinat.
El Consell va qualificar l'atac com una "violació flagrant de la Carta de les Nacions Unides" i va instar els Estats membres a prendre mesures per evitar que es produeixin aquests atacs contra la sobirania i la integritat territorial de tots els Estats. També va confirmar la seva determinació de prendre les mesures adequades per aplicar la resolució actual, demanant al Secretari General de les Nacions Unides que informés urgentment al Consell qualsevol novetat en la situació.
La resolució, que no va implicar explícitament a Israel en l'atac, va ser aprovada per 14 vots contra cap, amb l'abstenció dels Estats Units.